# Chiraleș, Bistrița-Năsăud
Chiraleș, mai demult Chiralești (în dialectul săsesc Kirjeles, în germană Kirileis, Kirieleis, Kiriales, în maghiară Kerlés) este un sat în comuna Lechința din județul Bistrița-Năsăud, Transilvania, România. În limba română, numele satului provine din formula liturgică Kyrie, eleison (Doamne, îndură-te spre noi - Doamne, miluiește), rostită în cadrul liturghiei în rit latin.

## Istoric

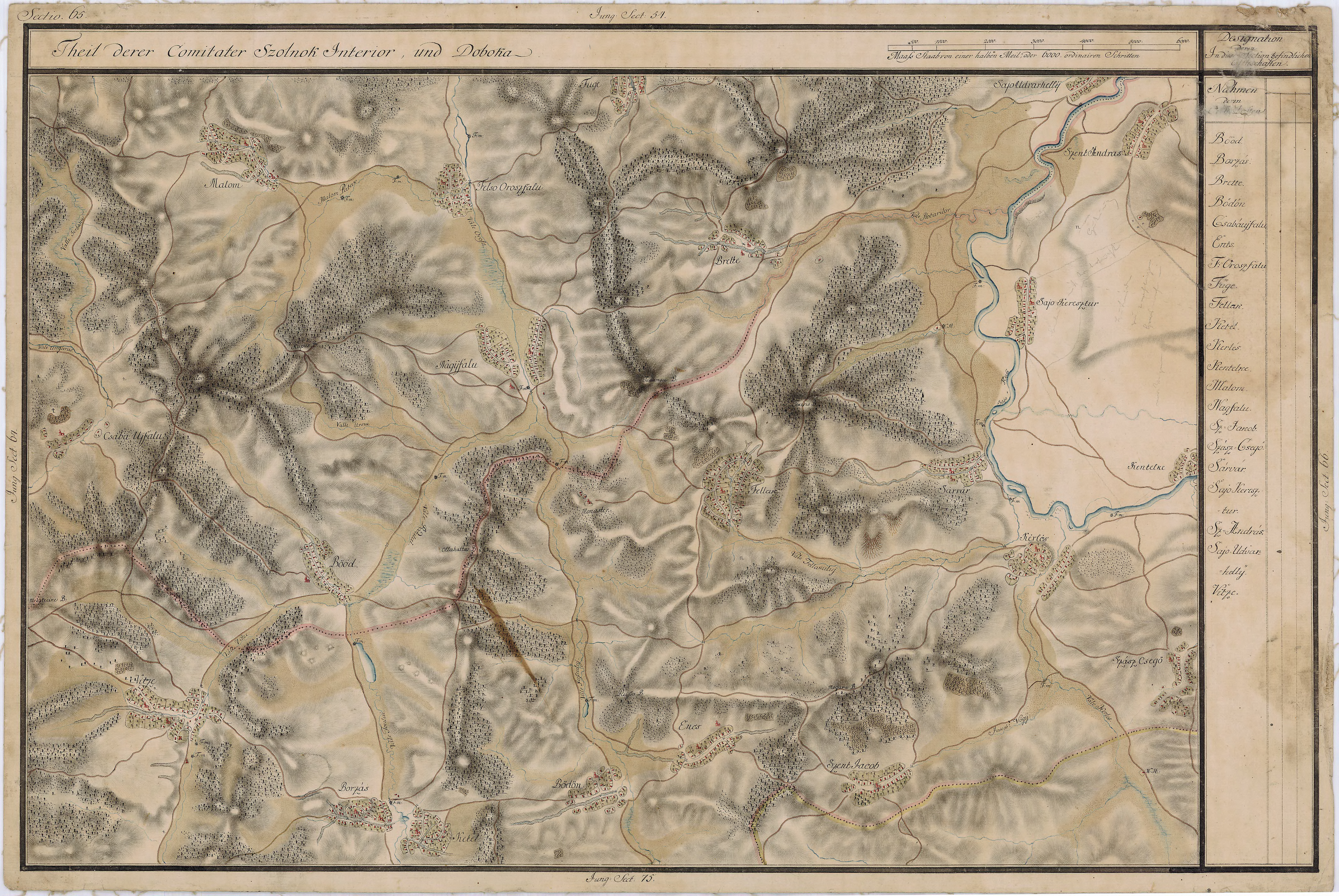
Chiraleș în Harta Iosefină a Transilvaniei, 1769-73

Unul dintre evenimentele interesante întâmplate în Chiraleș este Bătălia de la Chiraleș dintre oastea ungară și cea a armatelor reunite ale pecenegilor și românilor, din anul 1068. Unii autori maghiari susțin că asiaticii ar fi fost cumani sau uzi. Sub comanda lui Osul (sau Oslu), pecenegii și românii au ajuns până la cetatea Biharia pe care au distrus-o. La întoarcerea pe valea Bistriței, pecenegii și românii se grupează pe un deal lângă Chiraleș unde sunt atacați și înfrânți de maghiari. Românii au fost probabil printre arcașii care au fost în primele linii de bătaie; ei erau antrenați de regulă de pecenegi în majoritatea bătăliilor din zona Carpaților. Numele de Chiraleș ar putea fi un derivat al sintagmei grecești Kyrie, eleison(„Doamne, miluiește!”) care era la acea vreme folosită și ca strigăt de luptă în armatele creștine din epocă.

## Lăcașuri de cult
Pe colina numită în cronici Chersalom au fost ridicate în trecut o biserică de lemn greco-catolică (mutată între timp în Parcul etnografic Romulus Vuia din Cluj-Napoca - Biserica de lemn din Chiraleș) și una reformată, iar apoi un castel înconjurat de o grădină deosebit de frumoasă, în stil italian. Castelul, dărâmat prin 1947, se afla deasupra unei cripte. Cripta, fără pereche în Europa la vremea ei, era formată dintr-un tunel cu 32 brațe, săpat în stâncă, la care s-a lucrat timp de doi ani și jumătate. 
În această zonă se are în vedere amenajarea unui punct turistic. 
Eventualii turiști care circulă pe DJ 151 pot face un scurt popas turistic la marginea satului. Colina pe care s-a dat bătălia este chiar lângă sat, în partea de nord, între sat și râul Șieu. Colina se identifică prin prezența celor 2 biserici.
- Biserica Evanghelică (str. Principală nr. 215, monument istoric, cod BN-II-m-B-01629, datare: 1907-1908).

## Galerie de imagini

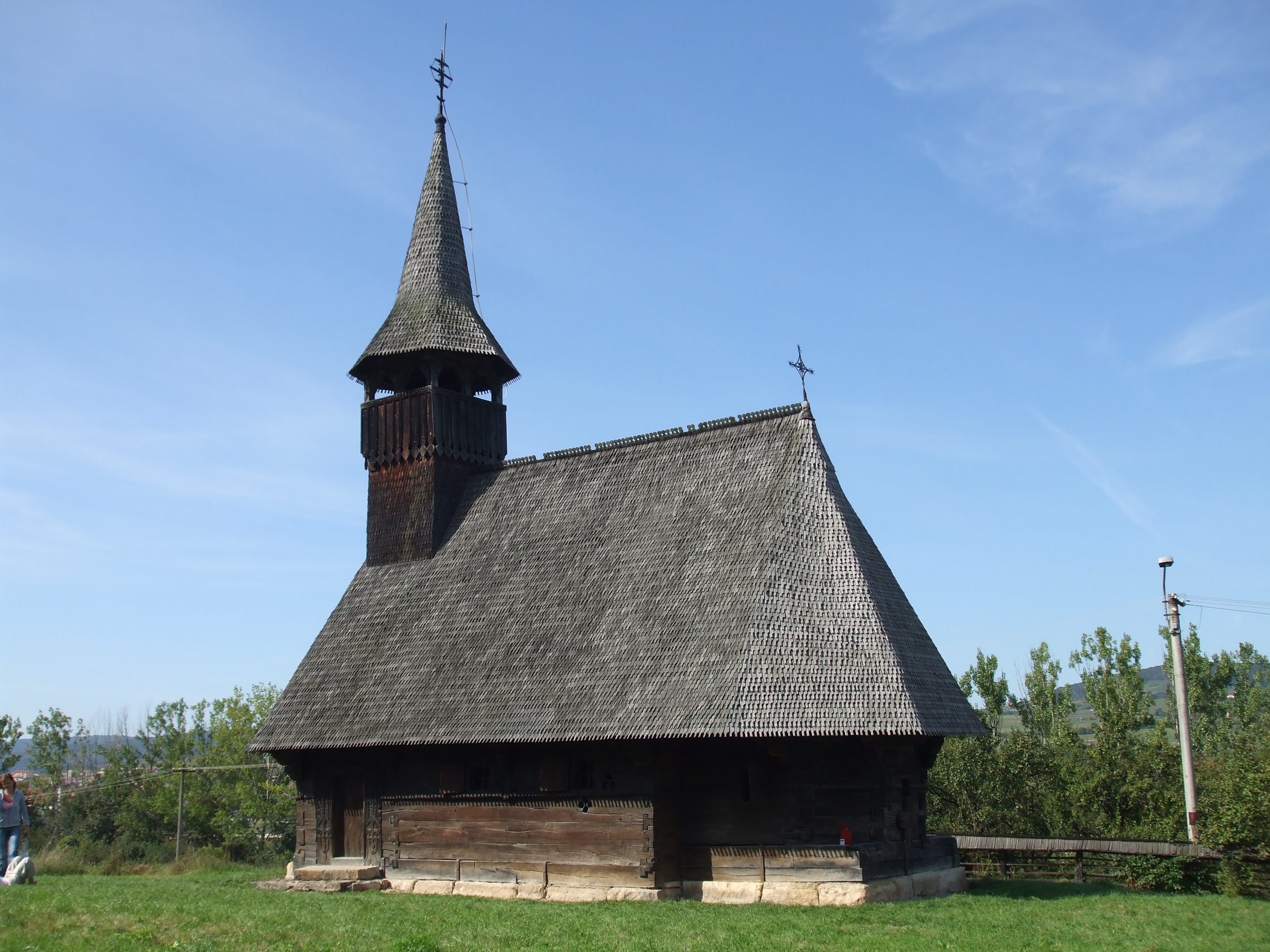
Biserica de lemn (sec. al XVII-lea, aflată la Muzeul Etnografic al Transilvaniei din Cluj)
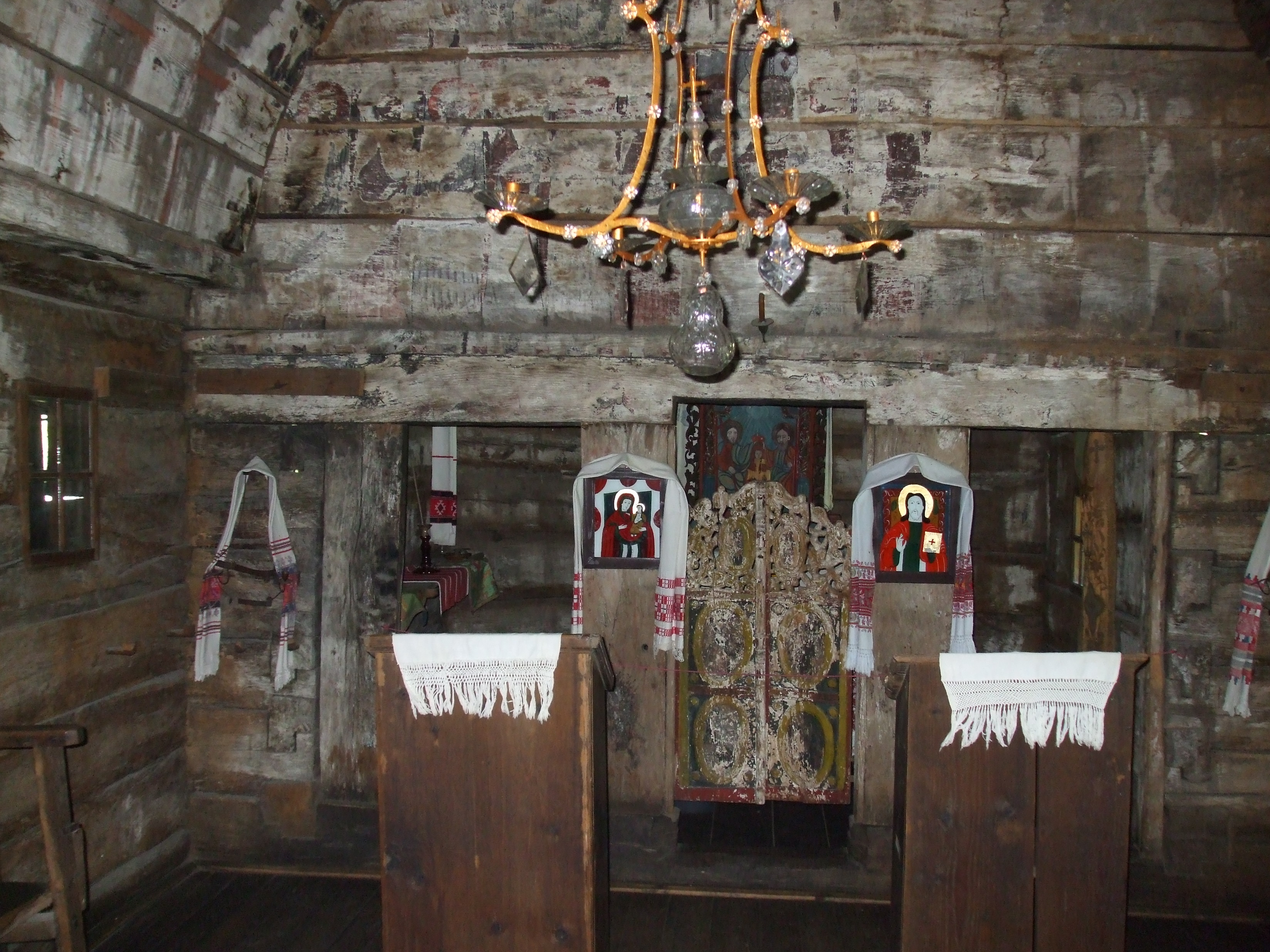
Biserica de lemn (sec. al XVII-lea, interiorul)
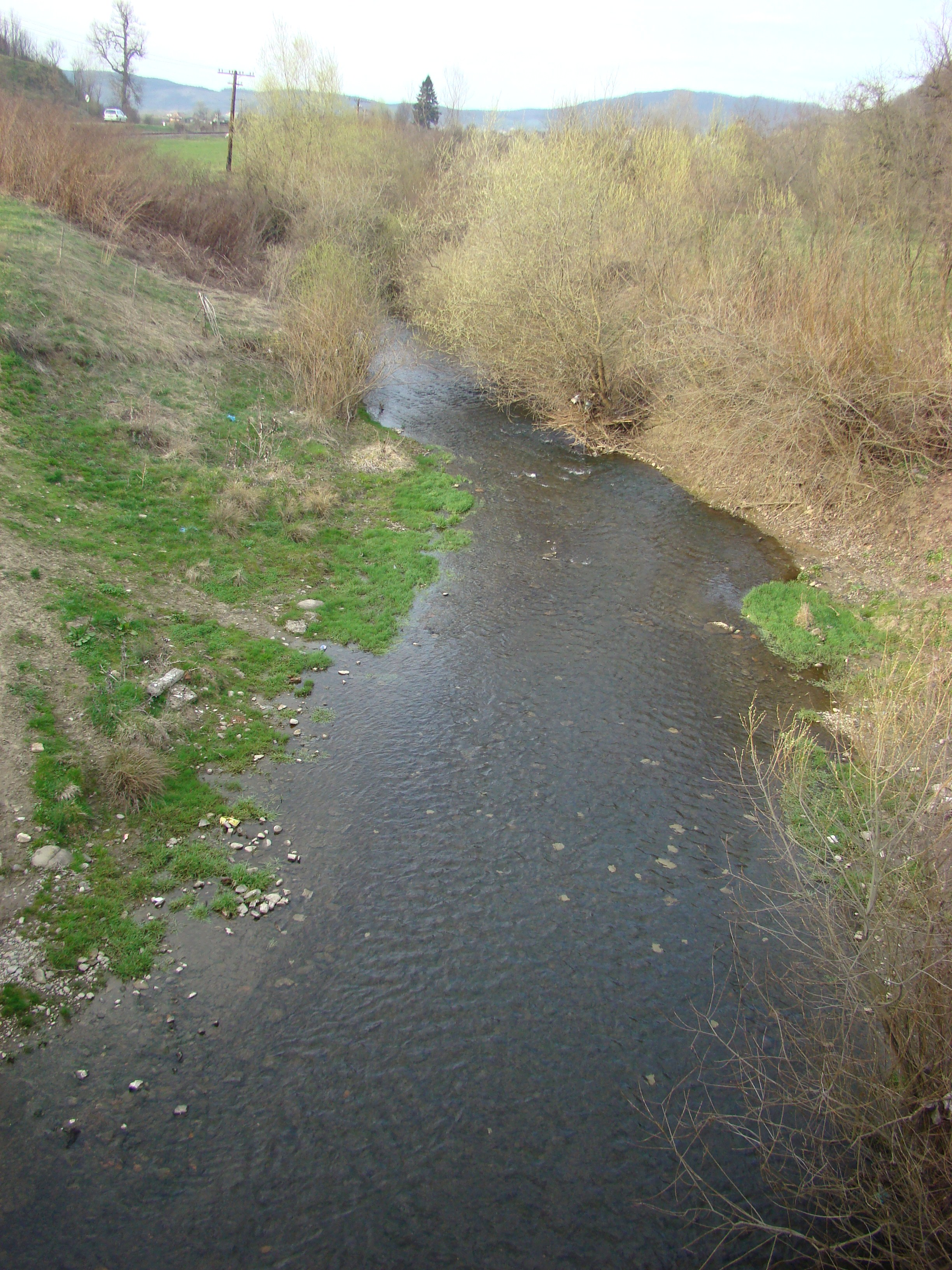
Râul Lechința la Chiraleș
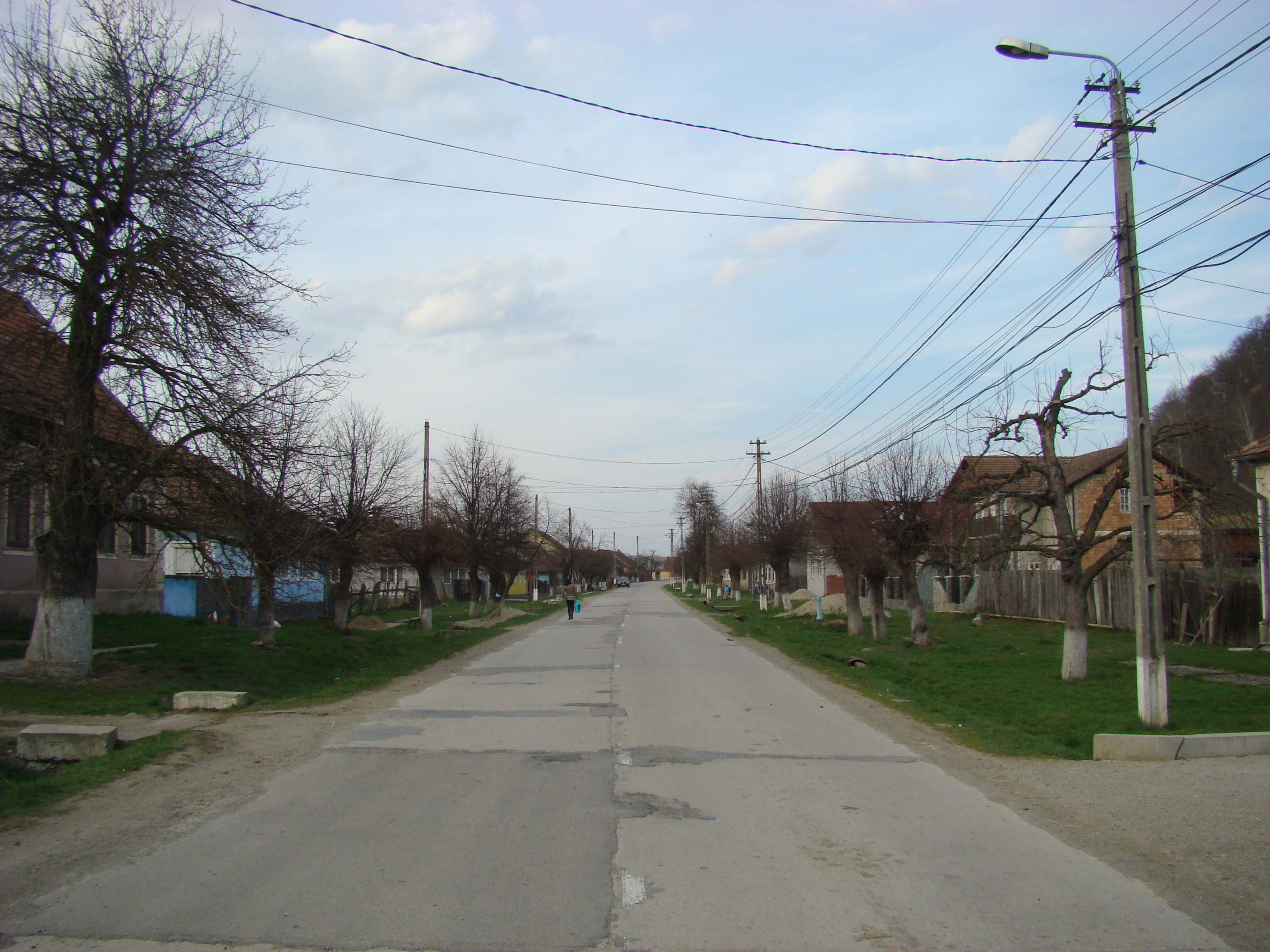
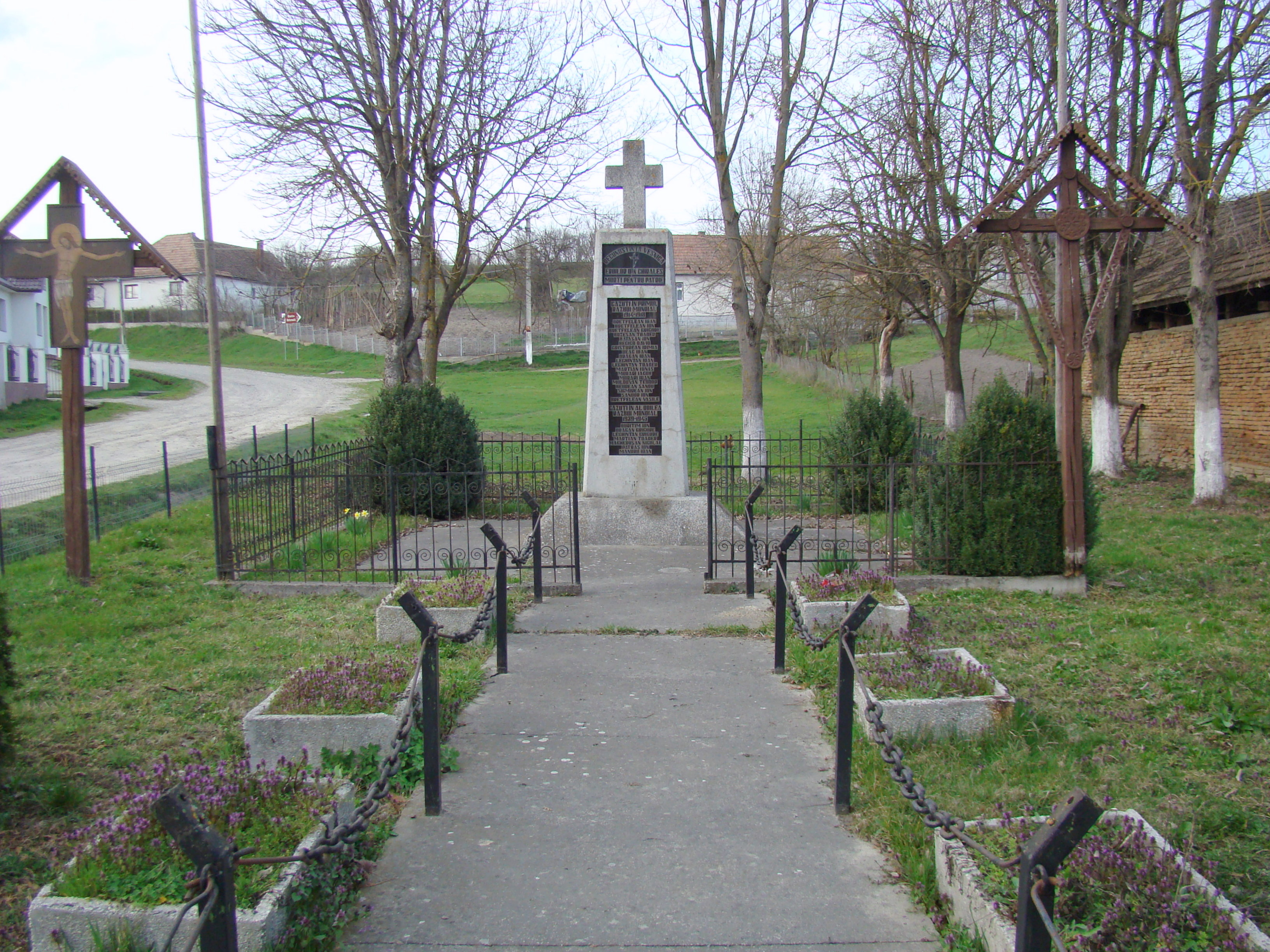
Monumentul Eroilor
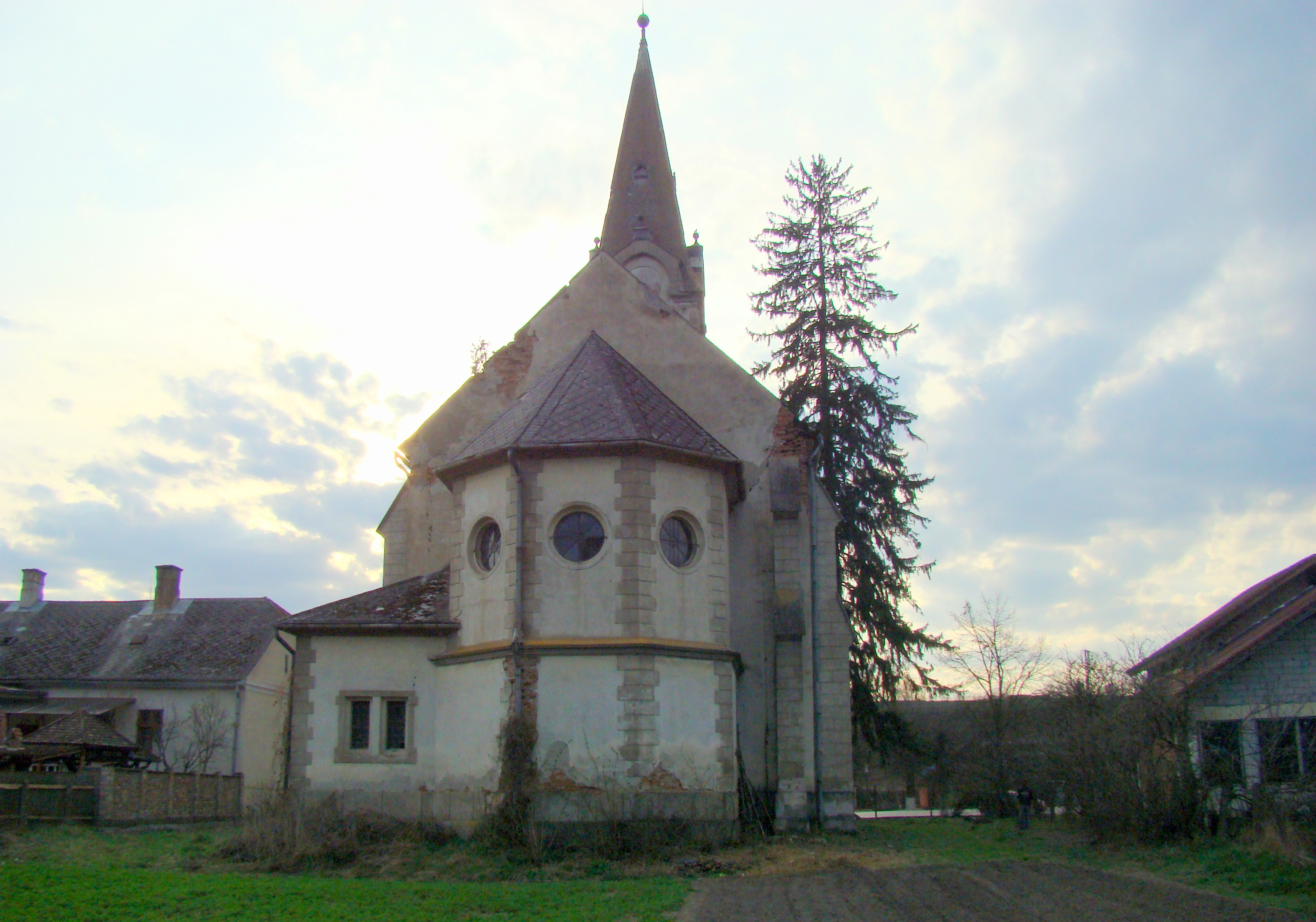
Biserica evanghelică (monument istoric)
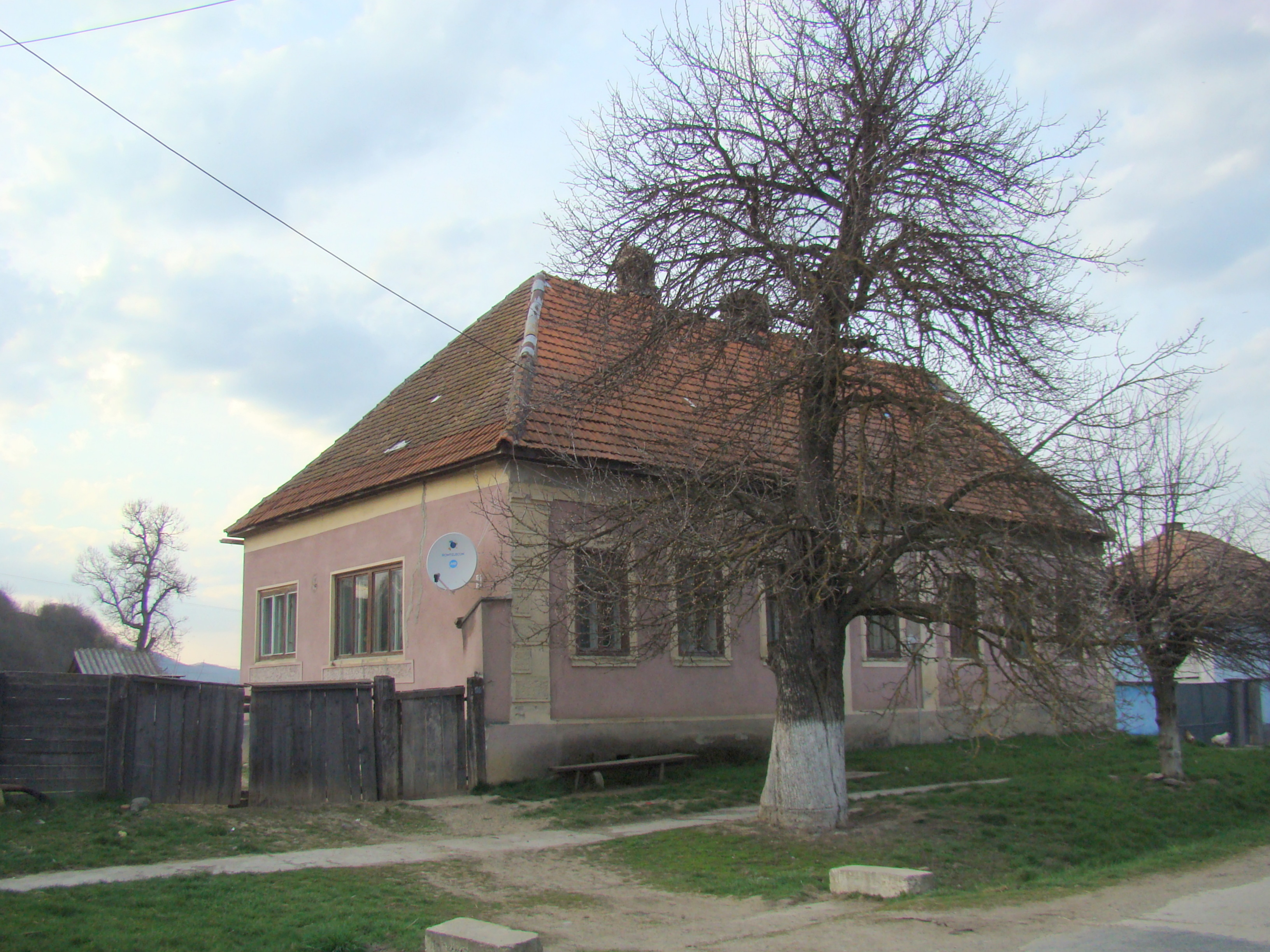
Fosta casă parohială evanghelică
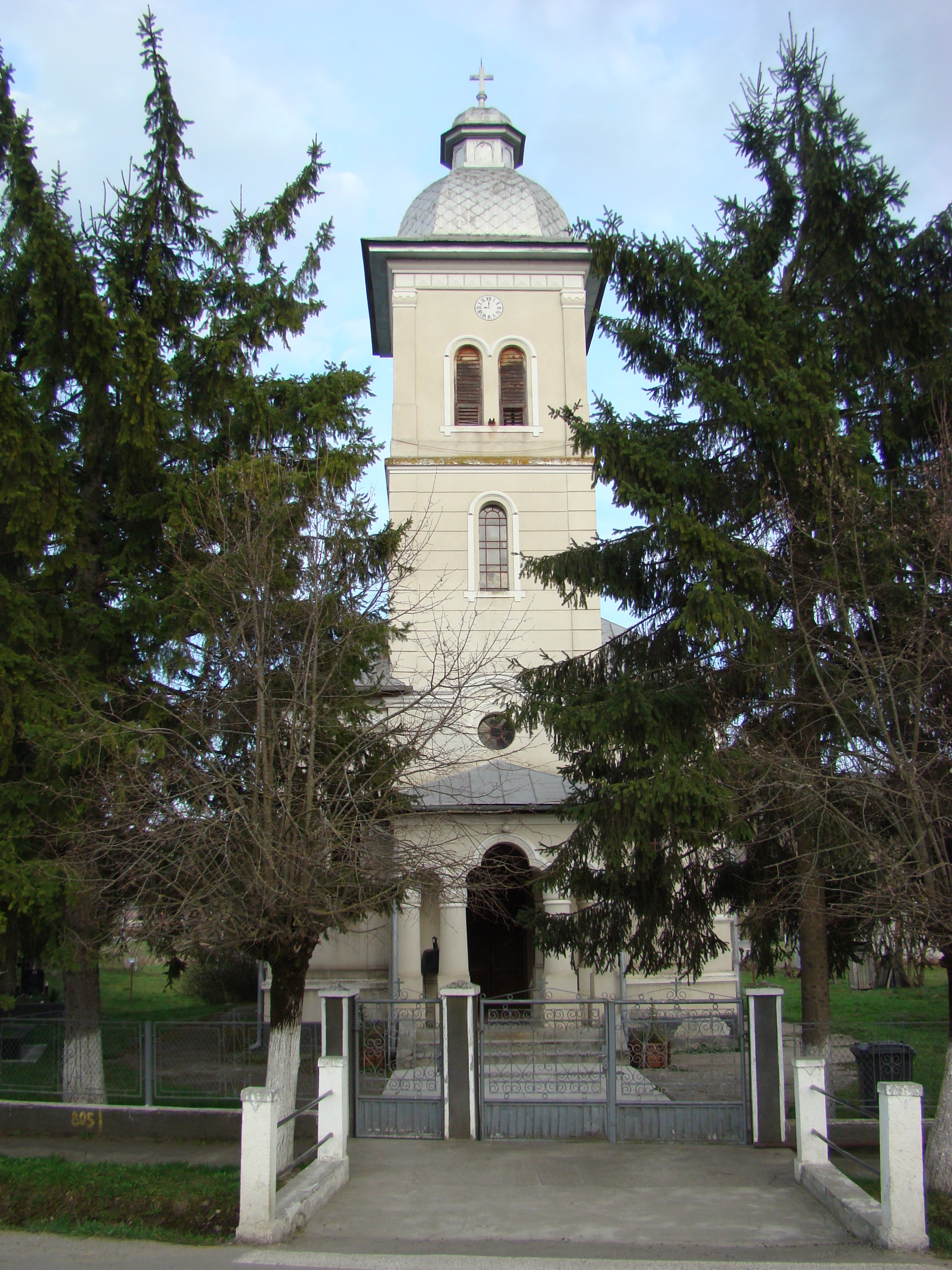
Biserica ortodoxă
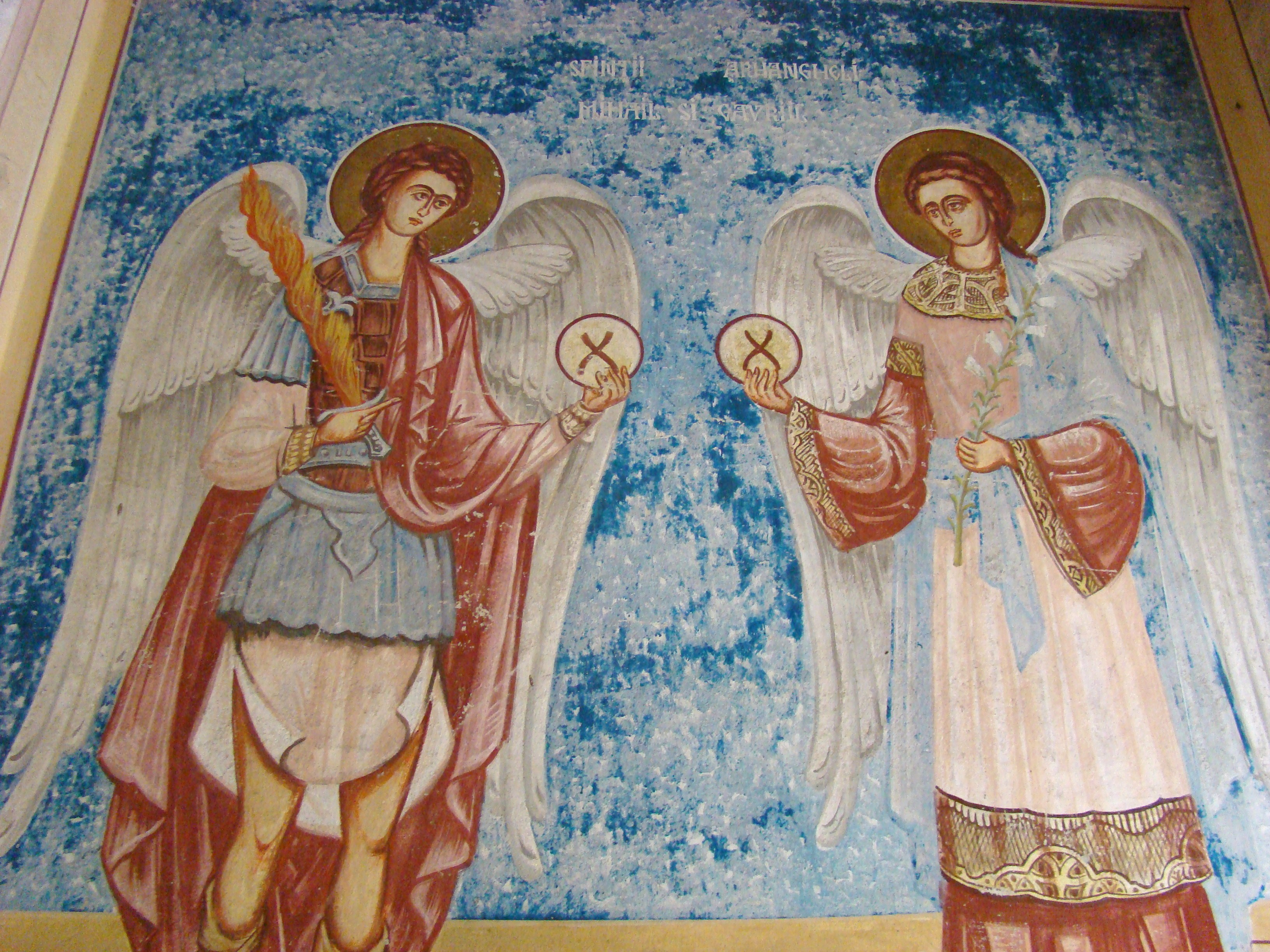
Biserica ortodoxă (pictura exterioară)
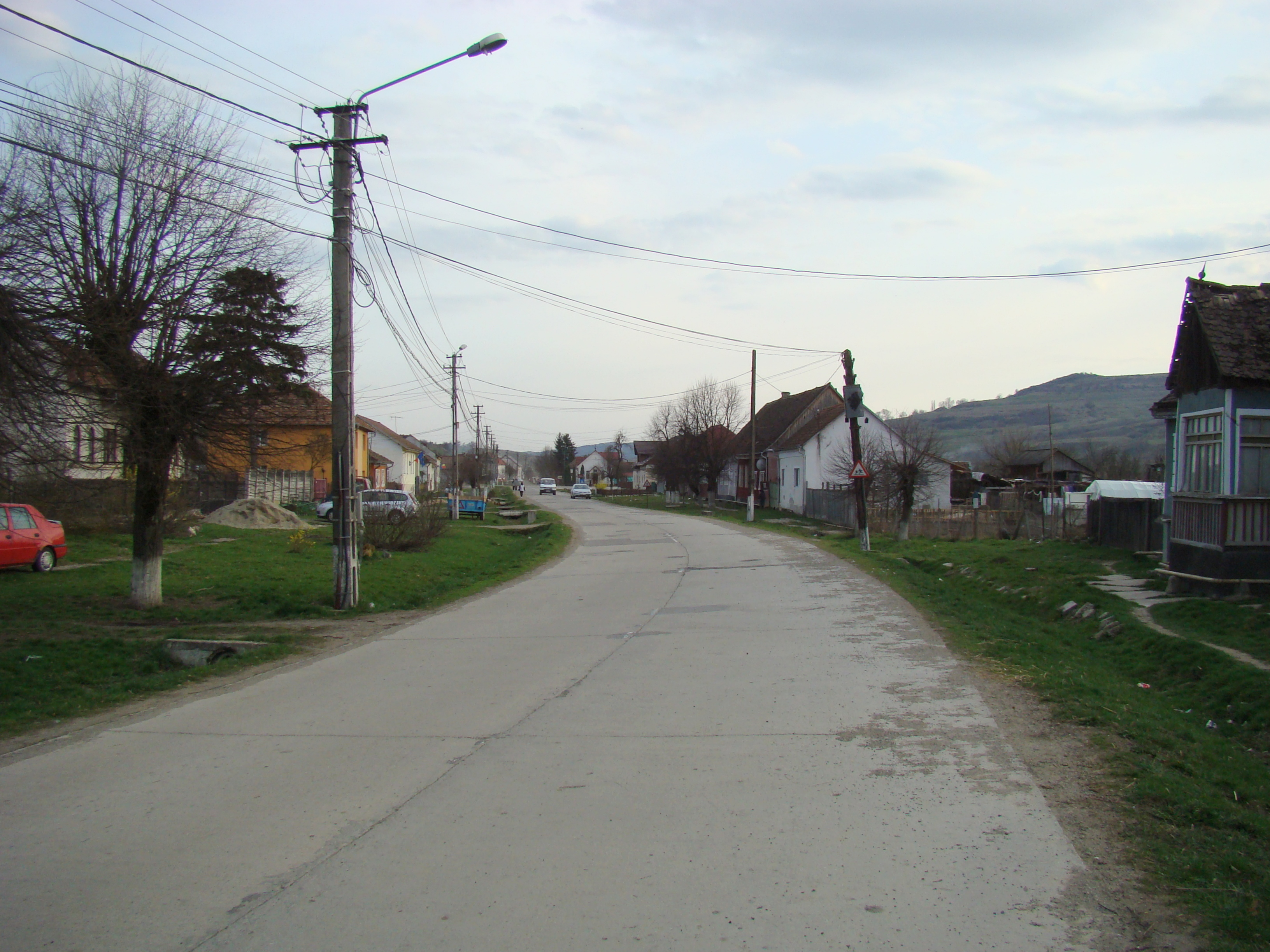